# 张栋 (外交官)
张栋，中华人民共和国政治人物、外交官。
2001年，接替邓绍勤，担任中华人民共和国驻苏丹大使。2007年，由李成文接任。